# Росса, Боряна
Боряна Росса (при рождении Боряна Димитрова Драгоева; 21 июня 1972, София) — болгарская художница-акционистка, феминистическая активистка, трансгуманистка.

## Биография
В 1997 году окончила Софийскую Академию Художеств, специальность стенопись. В 2007 году закончила Rensselaer Polytechnic Institute со степенью магистр.
В 2003 году Боряна Росса вместе с Олегом Мавроматти принимает участие в выставке «Осторожно, религия!». Специально для неё художница  делает фотографию «Фонтан», на которой изображен горностай, венчающий скульптурную композицию библейского плана. 18 января 2003 года Сахаровский центр, где проходила выставка, подвергся  нападению со стороны православных активистов, почти все экспонаты были повреждены, уничтожены или украдены. Фотография «Фонтан» была разорвана и залита краской.
В 2004 году вошла в группу «Ультрафутуро» (Олег Мавроматти, Боряна Росса, Катя Дамянова, Антон Терзиев, Мирослав Диметров, Станислав Ганчев).
В 2004 году Боряна Росса совместно с Олегом Мавроматти создает т. н. «Манифест Ультрафутуро» — манифест радикального трансгуманизма, а также ряд прочих прог-документов по трансгуманизму, иммортализму и робоЭтике.
В 2006 году Боряна Росса встречается с отцом крионики Робертом Эттингером в Институте Крионики (штат Мичиган) и снимает о нём документальный фильм.
В 2006 году Боряна Росса приняла участие в 10-м семинаре по трансгуманизму и научному иммортализму в Институте Африки РАН.
В 2006 году Боряна Росса становится редактором трансгуманистического болгарского журнала «УМВЕЛТ».
В 2009 году Боряна Росса курирует трансгуманистический проект «Корпус екстремус, жизнь +» в галерее EXIT ART (Нью-Йорк).
В 2012 году в Rensselaer Polytechnic Institute получила звание доктор наук в области цифрового искусства. С 2012 года — профессор в Сиракузском университете (США).
В августе 2012 года Боряна Росса совместно с Мариной Гальпериной и Анджелой Уошко провели в Гарлеме акцию в поддержку Pussy Riot.
В ноябре 2012 года Боряна Росса  совместно со Станимиром Панайотовым курировала фестиваль современного искусства «София Квир Форум».
Живёт и работает в Болгарии и США. Продюсировала все фильмы Олега Мавроматти, снятых в соответствии с манифестом «Post-cinema».

## Избранные проекты
- 2012 — «Common Frequency» (совм. с О. Мавроматти). Галерея «Radiator» NYC.
- 2012 — «Апокалипсис в чайнатаун» (совм. с О. Мавроматти). АРТ-ДЕПО М-ТЕЛ, София.
- 2011 — «Гражданская позиция» (совм. с О. Мавроматти). Галерея Института современного искусства, София.[6]
- 2009 — Акция «Слуги народа» (совм. с О. Мавроматти). Стеделек музей, Амстердам.
- 2009 — Акция «Витрувианское тело» (совм. с О. Мавроматти). Академия художеств , Берлин.[7][8]
- 2009 — Акция «Rotte Armie Forever» (совм. с О. Мавроматти, Евгением Лосик). Рейхстаг, Берлин.
- 2008 — Акция «Антихелуин» (совм. с О. Мавроматти). Art Hall, Таллин.
- 2006 — Акция «О живых и мертвых» (совм. с О. Мавроматти). RIAP, Квебек.
- 2006 — Акция «Вавилонская рыба» (совм. с О. Мавроматти). Музей Дженерал электрик, NYC
- 2006 — Акция «До и после» (совм. с О. Мавроматти). EXIT ART gallery, NYC
- 2006 — Акция «Всем чертям назло!» (совм. с О. Мавроматти). Хелуин. Бруклин NYC
- 2005 — «Выступление интернациональной группы за освобождение роботов». Галерея М’АРС, Москва[9].
- 2004 — Акция «Последний клапан». София[10].

## Фильмы
- 2004 — «Ультрафутуро манифест» (Болгария)фильм о трансгуманистических проектах Ультрафутуро с цитатами из манифестов.
- 2004 — «МЕАРТ и снежинка» (США) фильм о крионике,Роберте Эттингере и проекте по крионизации клеток мозга МЕАРТ.
- 2012 — «После падения» (США) фильм о проблемах гендера в советскую и постсоветскую Эпоху.